# Altos de Sevilla
Altos de Sevilla är en ort i Mexiko.   Den ligger i kommunen Bacalar och delstaten Quintana Roo, i den östra delen av landet, 1 100 km öster om huvudstaden Mexico City. Altos de Sevilla ligger 70 meter över havet och antalet invånare är 605.
Terrängen runt Altos de Sevilla är platt. Runt Altos de Sevilla är det glesbefolkat, med 16 invånare per kvadratkilometer. Närmaste större samhälle är Reforma, 11,8 km öster om Altos de Sevilla. I omgivningarna runt Altos de Sevilla växer i huvudsak städsegrön lövskog.